# Rena Torres Cacoullos
Rena Torres Cacoullos  (geb. in den USA) ist eine US-amerikanische Linguistin, Romanistin (Hispanistin) und Hochschullehrerin.

## Leben und Wirken
Sie wurde als Tochter des aus Pachna (Zypern) stammenden Mathematiker und Hochschullehrer Theophilos N. Cacoullos (* 1932) und dessen Ehefrau, der Philosophin und Hochschullehrerin Ann Rossettos in den Vereinigten Staaten geboren. Torres Cacoullos hat noch zwei Schwestern, Nike und Galatea Cacoullos.
Ihren Doctor of Philosophy (Ph.D.) für Hispanic Linguistics erwarb sie im Jahre 1999 an der University of New Mexico. Zuvor im Jahre 1995 den Magister artium (M.A.) ebenfalls in Hispanic Linguistics an der University of Arizona, den Bachelor of Arts (B.A.) für Spanisch, im Jahre 1993 an der Arizona State University.
Rena Torres Cacoullos ist eine Sprachforscherin, die durch ihre Arbeiten zur „language variation“ bekannt wurde. Darüber hinaus forscht sie, am Prozess der Grammatikalisation. Sie gilt als führende Expertin für die Besonderheiten des Gebrauchs der spanischen Sprache in New Mexico. Torres Cacoullos ist Hochschullehrerin für spanische Linguistik im „Department of Spanish, Italian, and Portuguese at the Pennsylvania State University“.